# Fabio Lovatti
Fabio Lovatti (Fermo, 24 febbraio 1989) è un ex cestista italiano.